# Gaál Noémi
Gaál Noémi (Sárospatak, 1970. október 10. –) magyar tv-személyiség.

## Életpályája
Az érettségi után modellkedni kezdett. Időközben a Kodolányi János Főiskola angol–kommunikáció szakán szerzett diplomát. 1990-ben a Miss Hungary szépségverseny kapcsán lett a Kérdezz, felelek! című műsor háziasszonya 1997-ig, ahol Bálint Antóniát követte. 1997–2016 között a TV2 időjárás-jelentője volt. 2017–2023 között az ATV meteorológiai híreinek közlője volt. Emellett ajándékboltot és videotékát vezet.

## Magánélete
2005 nyarán eljegyezték egymást Maloveczky Miklóssal, a Maché együttes tagjával, akivel a TV2 Mr. és Mrs. című show-műsorában is szerepelt. A Bors 2015. októberi interjúja alapján nem házasodtak össze.
A TV2-nél együtt dolgozott Németh Lajos meteorológussal, akivel egy közös utazáson vett részt. A vetélkedő partnerinek Vietnámban a törvények szerint nem adtak közös szobát, ezért azt mondták magukról, hogy házastársak. Németh Lajos meteorológusként segítette őt a munkájában 1997 óta. Németh Lajos azóta visszavonult a nyilvános szerepléstől.

## Műsorai
- Kérdezz, felelek! (–1997)
- Időjárás-jelentés (1997–2016), TV2 [5]
- Időjárás-jelentés (2017–2023), ATV[6]